# Prima battaglia di Springfield
La prima battaglia di Springfield (o carica di Zagonyi) venne combattuta nell'ambito della guerra di secessione americana nella Contea di Greene (Missouri).

## Contesto
Poco dopo aver assunto il comando del dipartimento occidentale (con quartier generale a St. Louis) il maggiore generale John Charles Frémont formulò un piano per scacciare le forze confederate guidate da Sterling Price dal Missouri con l'obiettivo di estendere successivamente le proprie operazioni in Arkansas e Louisiana.
Frémont aveva a disposizione circa 20 000 soldati più una forza di cavalleria composta da 5 000 uomini guidata da Frank J. White. White però si ammalò e lasciò il comando della cavalleria a Charles Zagonyi.

## La battaglia
Nella sua avanzata verso Springfield Frémont si accampò nei pressi del Pomme de Terre River a circa 50 km dalla città. Zagonyi e le sue truppe andarono in avanscoperta e caddero in un'imboscata tesa da una forza di guardie dello stato del Missouri guidata da Julian Frazier..
Zagonyi ordinò ai suoi uomini di caricare i confederati che, dopo tre attacchi, furono costretti alla fuga. Zagonyi entrò nella città liberando i prigionieri filo-unionisti. La notte stessa però Zagonyi, temendo un contrattacco sudista, lasciò Springfield che venne occupata qualche giorno dopo dall'esercito di Frémont.

## Conseguenze
A metà novembre, dopo che Frémont venne rimpiazzato dal maggiore generale David Hunter, l'esercito nordista evacuò Springfield e si ritirò a Sedalia e Rolla.
All'inizio del 1862 le truppe federali occuparono nuovamente Springfield che rimase sotto il controllo dell'Unione fino al termine della guerra civile.